# Treasure EP.1: All to Zero
Treasure EP.1: All to Zero è il primo EP della boy band sudcoreana Ateez, pubblicato nel 2018.

## Tracce
1. Intro: Long Journey – 1:36 (Eden, Buddy, Leez, Maddox)
2. Pirate King (해적왕; Haejeog-wang) – 3:15 (Eden, Buddy, Leez, HLB, Hongjoong, Mingi)
3. Treasure – 3:40 (Eden, Buddy, Leez, HLB, Hongjoong, Mingi)
4. Twilight – 3:44 (Eden, Buddy, Leez, HLB, Hongjoong, Mingi)
5. Stay – 3:19 (Eden, Buddy, Leez, HLB, Hongjoong, Mingi)
6. My Way – 3:48 (Eden, Buddy, Leez, HLB, Hongjoong, Mingi)